# キリング・ガンサー
『キリング・ガンサー』（Killing Gunther）は、2017年にアメリカ合衆国で公開されたアクションコメディ映画である。製作・監督・脚本・出演をタラン・キラムが務めており、彼は本作で監督デビューを果たした。

## あらすじ
記者であるネイトとキミーによる記録映像として作品は進行する。
暗殺者であるブレイク・ハモンは暗殺業界では伝説的な存在であるロバート・"ガンサー"・ベンディクを抹殺することで自分の名を上げようとしていた。且つて自分の妻であり、同じく暗殺者であった妻リサをガンサーに寝取られるという個人的な恨みもあるブレイクは記者であるネイトとキミーに記録撮影を依頼しつつ、人相すら不明なガンサーに対抗するべくチームを結成する。爆破のプロであるドニー、コンピューター技術に強いゲイブ、ハサン・サッバーフの末裔である凄腕の暗殺者サナ、高性能の義手を持つイザット、毒の使い手であるパク、大量殺戮の経験を持つベラカラコヴァ姉弟、 かつてのブレイクの相棒であったマックス、そしてブレイクとマックスの師であるアシュリー。
計画実行前にアシュリーが心臓の持病でチームから離れ、更にガンサーに計画を察知され狙撃によってマックスを失ったブレイクであったが、めげずにマイアミにおいて偽の暗殺依頼を利用してガンサーをおびき寄せ、彼の暗殺を敢行する。殺害には至らず、戦闘でイザットを失うがサナの銃撃で手傷を負わせることに成功。一行はガンサーが傷の治療で医者にかかるのを狙い、ドニーの爆弾による待ち伏せを行うが、そこでブレイクらはガンサーの罠にかかってしまう。パクが死亡するも逃走しようとするガンサーをチームは攻撃し、爆殺する。
勝利の美酒に酔いしれるブレイクらであったが実はガンサーは死んでおらず、ベラカラコヴァ姉弟が暗殺され、更にブレイクはFBIに情報を売られて身動きができなくなり、挙句にドニーがサナと相思相愛の関係になったのを知って激怒したサナの父親であるラフマットに命を狙われるようになり、ドニーとサナはチームから離れざる得なくなる。
ブレイクは残ったゲイブの自宅に身を寄せるがそんな中、持病が悪化したアシュリーが死亡。葬儀に参加するブレイクらであったがそこでガンサーの仕掛けた爆薬によってアシュリーの遺体は粉砕され、ゲイブも死亡する。
追い詰められて自棄になったブレイクはガンサー暗殺を一度はあきらめるが元妻であるリサの言葉によって奮起し、ブレイクはガンサーの屋敷を突き止めると単身で襲撃をかける。そこでドニーとサナも駆け付け、3人で屋敷を探索し、ついにガンサーと対面する。
ブレイクの暗殺計画を察知したガンサーは自身の自伝の作成のために彼らを利用することを思いつき、ブレイクがチームを収集している過程から尾行をかけてすべて把握していたのだった。
ブレイクが仲間と思っていた武器屋の店主や娼婦もガンサーの変装だということを知らされた3人はガンサーの暗殺者としての能力に敵わないことを思い知らされ、暗殺者を引退するならば命は狙わないというガンサーの取引にドニーとサナは応じてその場を離れる。
ガンサー殺害を諦めきれないブレイクの前にガンサーが拉致してきたリサが連れてこられ、もしガンサーをこれ以上狙わないならば無事に返すという。ブレイクとリサは隙をついてガンサーの仲間を排除し、リサを逃がしたブレイクはガンサーと一騎打ちを挑むが敗北、ガンサーを取り逃がす。
それから一年後、暗殺者を引退したドニーとサナは結婚し、ラフマットにも許されて幸せに生活していた。リサはブレイクとは別の男と再婚。ヨーロッパで隠居生活をしていたガンサーも第二の人生を歩んでいたが自伝動画の撮影中だったガンサーをブレイクが襲撃し、ガンサーは銃撃によって倒れる。遂にガンサーを討ち取ったと喜ぶブレイクだったがそれはガンサーの影武者であり、仕掛けられていた爆弾によってブレイクは死亡する。
物語は警察の会見上で記者に交じって警察に質問をするガンサーの姿が映った所で幕を閉じる。

## キャスト
※括弧内は日本語吹替
- ブレイク・ハモン - タラン・キラム（長野伸二）
- ロバート・"ガンサー"・ベンディク - アーノルド・シュワルツェネッガー（玄田哲章）
- ドナルド・"ドニー "・ピズナウスキ  - ボビー・モナハン
- サナ・マストロック・フェローザ - ハンナ・シモーヌ（上田真紗子）
- ゲイブ・ビールズ - ポール・ブリテイン
- イザット・ブハーリー - アミール・タライ
- パク・ヨンチー - アーロン・ヨー
- ミア・ベラカラコヴァ - アリソン・トルマン
- バロルド・ベラカラコヴァ - ライアン・ゴール（英語版）
- マックス・パラネ - スティーヴ・ベーシック（英語版）
- ラフマット・フェローザ - ピーター・ケラミス（英語版）
- アシュリー - オーブリー・シックスト
- リサ・マッカーラ - コビー・スマルダーズ（池ヶ谷華菜子）
- ネイト - アミタイ・マーモースタイン